# Electra oligopora
Electra oligopora is een mosdiertjessoort uit de familie van de Electridae. De wetenschappelijke naam van de soort is voor het eerst geldig gepubliceerd in 2009 door Gordon.